# یو۱۳۷ (گروه موسیقی)
U137 یک گروه پست راک سوئدی است. این گروه در بوراس
، توسط آدام تورنبلد و اسکار گلبرنسن تشکیل شد. هر دوی آن‌ها در گروه موسیقی دیگری به نام Moonlit Sailor نیز کار میکنند. اولین آلبومشان  Dreamer On The Run در ۲۰۱۳ توسط دیپ اِلم ریکوردز منتشر شد.

## خیالباف فراری / Dreamer On The Run
اولین آلبوم گروه U137 ، در استودیؤ اچ ای وی میوزیک آهنگسازی ، ضبط و میکس و مستر شد.

## اعضای گروه
اعضای فعلی
- آدم تورنبلد (گیتار باس، درامز، پیانو، رشته ها)
- اسکار گلبرنسن (گیتار باس پیانو، رشته ها)[۲]

## ترانه شناسی

### آلبوم‌ها
- ۲۰۱۳ : خیال باف فراری / Dreamer On The Run

### تلفیق ها
- ۲۰۱۴: Deep Elm Samper No. 12 "Sometimes I See You In The Stars"